# Herbert Taylor (monteur)
Pour les articles homonymes, voir Herbert Taylor.
Herbert B. Taylor, crédité sous le nom Herb Taylor, est un ingénieur du son et monteur sonore américain né le 5 juin 1916 à Salt Lake City, (Utah) et mort le 27 décembre 1982 à Los Angeles (Californie) ayant travaillé pour les studios Disney.

## Filmographie
- 1972 : Napoléon et Samantha
- 1974 : L'Île sur le toit du monde
- 1972 : 3 Étoiles, 36 Chandelles
- 1972 : Cours, couguar, cours
- 1973 : Charley et l'Ange
- 1973 : Un petit Indien
- 1973 : Superdad
- 1973 : Nanou, fils de la Jungle
- 1973 : Robin des Bois (Robin Hood) de Wolfgang Reitherman
- 1974 : Le Nouvel Amour de Coccinelle (Herbie Rides Again) de Robert Stevenson
- 1974 : L'Île sur le toit du monde (The Island at the Top of the World) de Robert Stevenson
- 1975 : La Montagne ensorcelée (Escape to Witch Mountain) de John Hough
- 1976 : Un candidat au poil (The Shaggy D.A.) de Robert Stevenson
- 1976 : Un vendredi dingue, dingue, dingue (Freaky Friday) de Gary Neslon
- 1977 : Peter et Elliott le dragon (Pete's Dragon) de Don Chaffey
- 1977 : Les Aventures de Winnie l'ourson (The Many Adventures of Winnie the Pooh) de Wolfgang Reitherman et John Lounsbery
- 1977 : Les Aventures de Bernard et Bianca (The Rescuers) de Wolfgang Reitherman, John Lounsbery et Art Stevens
- 1977 : La Coccinelle à Monte-Carlo (Herbie Goes to Monte Carlo) de Vincent McEveety
- 1978 : Les Visiteurs d'un autre monde (Return from Witch Mountain) de John Hough
- 1978 : Le Chat qui vient de l'espace (The Cat from Outer Space) de Norman Tokar
- 1979 : Le Trou noir (The Black Hole) de Gary Nelson
- 1980 : La Coccinelle à Mexico (Herbie Goes Bananas) de Vincent McEveety
- 1980 : Le Dernier Vol de l'arche de Noé (The Last Flight of Noah's Ark) de Charles Jarrott
- 1981 : Rox et Rouky (The Fox and the Hound) de Ted Berman, Richard Rich et Art Stevens